# Антилопа малък куду
Антилопата малък куду (Tragelaphus imberbis) е вид бозайник от семейство Кухороги (Bovidae). Видът е почти застрашен от изчезване.

## Разпространение
Видът е разпространен в Етиопия, Кения, Сомалия, Танзания, Уганда и Южен Судан.
Регионално е изчезнал в Джибути.